# Adejeania bicaudata
Adejeania bicaudata är en tvåvingeart som beskrevs av Charles Howard Curran 1947. Adejeania bicaudata ingår i släktet Adejeania och familjen parasitflugor. Inga underarter finns listade i Catalogue of Life.